# Araucanía régió
Araucanía régió (spanyolul: Región de la Araucanía vagy IX. Región de la Araucanía) Chile egyik régiója, fővárosa Temuco.

## Települések

### Tartományok
| Araucanía régió | Araucanía régió |                    |
| --- | --------------- | ------------------ |
| \| Tartomány \| \| Kommuna \| \| --------- \| ------ \| ------------------ \| \| Cautín \| Temuco \| 1 Carahue \| \| Cautín \| Temuco \| 2 Cholchol \| \| Cautín \| Temuco \| 3 Cunco \| \| Cautín \| Temuco \| 4 Curarrehue \| \| Cautín \| Temuco \| 5 Freire \| \| Cautín \| Temuco \| 6 Galvarino \| \| Cautín \| Temuco \| 7 Gorbea \| \| Cautín \| Temuco \| 8 Lautaro \| \| Cautín \| Temuco \| 9 Loncoche \| \| Cautín \| Temuco \| 10 Melipeuco \| \| Cautín \| Temuco \| 11 Nueva Imperial \| \| Cautín \| Temuco \| 12 Padre Las Casas \| \| Cautín \| Temuco \| 13 Perquenco \| \| Cautín \| Temuco \| 14 Pitrufquén \| \| Cautín \| Temuco \| 15 Pucón \| \| Cautín \| Temuco \| 16 Saavedra \| \| Cautín \| Temuco \| 17 Temuco \| \| Cautín \| Temuco \| 18 Teodoro Schmidt \| \| Cautín \| Temuco \| 19 Toltén \| \| Cautín \| Temuco \| 20 Vilcún \| \| Cautín \| Temuco \| 21 Villarrica \| \| Malleco \| Angol \| 22 Angol \| \| Malleco \| Angol \| 23 Collipulli \| \| Malleco \| Angol \| 24 Curacautín \| \| Malleco \| Angol \| 25 Ercilla \| \| Malleco \| Angol \| 26 Lonquimay \| \| Malleco \| Angol \| 27 Los Sauces \| \| Malleco \| Angol \| 28 Lumaco \| \| Malleco \| Angol \| 29 Purén \| \| Malleco \| Angol \| 30 Renaico \| \| Malleco \| Angol \| 31 Traiguén \| \| Malleco \| Angol \| 32 Victoria \| |                 |                    |
| Tartomány |                 | Kommuna            |
| Cautín | Temuco          | 1 Carahue          |
| Cautín | Temuco          | 2 Cholchol         |
| Cautín | Temuco          | 3 Cunco            |
| Cautín | Temuco          | 4 Curarrehue       |
| Cautín | Temuco          | 5 Freire           |
| Cautín | Temuco          | 6 Galvarino        |
| Cautín | Temuco          | 7 Gorbea           |
| Cautín | Temuco          | 8 Lautaro          |
| Cautín | Temuco          | 9 Loncoche         |
| Cautín | Temuco          | 10 Melipeuco       |
| Cautín | Temuco          | 11 Nueva Imperial  |
| Cautín | Temuco          | 12 Padre Las Casas |
| Cautín | Temuco          | 13 Perquenco       |
| Cautín | Temuco          | 14 Pitrufquén      |
| Cautín | Temuco          | 15 Pucón           |
| Cautín | Temuco          | 16 Saavedra        |
| Cautín | Temuco          | 17 Temuco          |
| Cautín | Temuco          | 18 Teodoro Schmidt |
| Cautín | Temuco          | 19 Toltén          |
| Cautín | Temuco          | 20 Vilcún          |
| Cautín | Temuco          | 21 Villarrica      |
| Malleco | Angol           | 22 Angol           |
| Malleco | Angol           | 23 Collipulli      |
| Malleco | Angol           | 24 Curacautín      |
| Malleco | Angol           | 25 Ercilla         |
| Malleco | Angol           | 26 Lonquimay       |
| Malleco | Angol           | 27 Los Sauces      |
| Malleco | Angol           | 28 Lumaco          |
| Malleco | Angol           | 29 Purén           |
| Malleco | Angol           | 30 Renaico         |
| Malleco | Angol           | 31 Traiguén        |
| Malleco | Angol           | 32 Victoria        |

## Fordítás
Ez a szócikk részben vagy egészben  az   IX. regija Araucanía című horvát Wikipédia-szócikk ezen változatának fordításán alapul.  Az eredeti cikk szerkesztőit annak laptörténete sorolja fel. Ez a jelzés csupán a megfogalmazás eredetét és a szerzői jogokat jelzi, nem szolgál a cikkben szereplő információk forrásmegjelöléseként.

## Külső hivatkozások
- A régió honlapja (spanyol)